# Tratado del Bardo
El Tratado del Bardo (en árabe: معاهدة باردو‎), llamado también Tratado de Ksar Said, fue un acuerdo que firmaron el bey de Túnez y el Gobierno francés el 12 de mayo de 1881. En la legislación francesa se lo llama «tratado de garantías y protección». Los firmantes fueron el general Jules Aimé Bréart, el cónsul Théodore Roustan, el regente tunecino Sadok Bey y el gran visir Mustafá ben Ismaíl.
Instauró un protectorado francés en Túnez. El bey hubo de traspasar sus prerrogativas en asuntos exteriores, defensa del territorio y reforma de la administración al representante de Francia en Túnez.
Las convenciones de La Marsa, pactadas el 8 de junio de 1883, anularon en la práctica el tratado, despojaron al bey de toda autoridad e instauraron la administración directa francesa en el territorio. El tratado y las convenciones fueron revocados con la independencia del país proclamada el 20 de marzo de 1956.

## Situación y antecedentes
La debilidad de los beys, las intrigas de sus ministros, sobre todo las de Mustafá Jaznadar y Mustafá ben Ismaíl, la presión constante de los cónsules europeos, la quiebra estatal, que lo sometió a los acreedores pese a los esfuerzos del gran visir reformador Jayr al-Din Pachá, allanaron la ocupación extranjera de la región. Por añadidura, Túnez se encontraba entre la Argelia francesa —colonia desde 1830— y Libia, de la que Italia deseaba apoderarse.
Francia temía que Italia se le adelantase en la ocupación del territorio, pues los italianos establecidos en Túnez eran más numerosos que los franceses. En consecuencia, se originó una reñida carrera entre Théodore Roustan (1833-1906), representante de Francia, y el cónsul general italiano por evitar que fuese el adversario el que interviniese primero en la región. En esta situación, las colonias de italianos y franceses se multiplicaron en Túnez y ganaron ascendiente ante sus gobiernos respectivos.
Ya en septiembre de 1849, el general Giuseppe Garibaldi, expulsado de la península italiana en el navío sardo Trípoli, recaló en el puerto de La Goleta para pasar su exilio en Túnez; el bey, sometido a la influencia francesa y temiendo incidentes, vetó su desembarco. El Trípoli tuvo entonces que levar anclas llevándose a Garibaldi. En 1835, este, por entonces capitán de la Marina italiana, había residido brevemente en Túnez, adonde había conducido desde Marsella una fragata para el bey.
Francia redobló su influencia en Túnez a partir de 1869 merced a la comisión anglo-italo-francesa —cuyo comité ejecutivo presidía— destinada a eliminar la deuda externa del país. Aunque Jayr al-Din Pachá logró restablecer las finanzas y emprender una vasta reforma, Francia obtuvo en el congreso de Berlín de 1878, el permiso tácito del resto de potencias europeas para reforzar su presencia en Túnez, que se justificó como necesaria para proteger la vecina colonia de Argelia.

## Entrada de las tropas francesas en Túnez
En abril de 1881, por orden del presidente del Consejo de Ministros, Jules Ferry, un cuerpo expedicionario de veinticuatro mil soldados atravesó la frontera para perseguir a algunos montañeses krumires que creaban problemas en Argelia (según las autoridades coloniales). Los hombres del general Léonard-Léopold Forgemol de Bostquénard invadieron las tierras krumires del macizo boscoso de Ain Draham al tiempo que desembarcaban en Tabarka y rodeaban El Kef.

## Firma del tratado

### Marcha sobre Túnez
En cuanto la noticia de la rendición de El Kef llegó en París, se ordenó al capitán del acorazado La Galissonnière que se dirigiese a Bizerta acompañado por la cañonera Le Léopard y los acorazados La Surveillante y Alma. El 1 de mayo, los cuatro buques arribaron ante Bizerta, que no opuso resistencia al desembarco de las tropas francesas.
El 2 de mayo, el general Jules Aimé Bréart llegó de Tolón y tomó el mando de las tropas francesas. El 8 de mayo, abandonó Bizerta y marchó hacia Túnez al frente de una columna de seis mil hombres. Cuando se enteraron, Sadok Bey y su gran visir Mustafa ben Ismaíl, instalados en el palacio de Ksar Said (cerca del Bardo), sopesaron la conveniencia de proclamar la guerra santa en las mezquitas y de retirarse a Cairuán.
Retrasada por las intensísimas lluvias, la columna de Bréart atravesó Gournata, Zhana, Sidi Thabet y llegó a Djedeida el 11 de mayo. Allí se les unió el cónsul suplente, Lequeux, que entregó al general el texto del tratado redactado por el presidente del Consejo de Ministros Jules Ferry, el ministro de Asuntos Exteriores Saint-Hilaire y su asesor político, el barón de Courcel. Le comunicó igualmente la orden de dirigirse a La Manouba donde Roustan deseaba verlo. Al día siguiente, 12 de mayo, Bréat se puso en camino.

### Entrevista del 12 de mayo

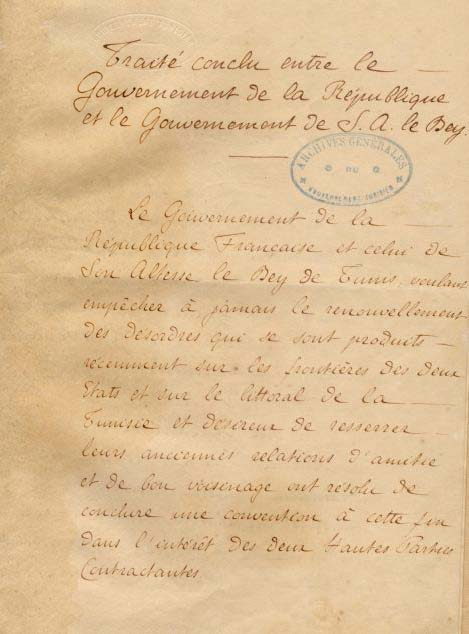
Primera página del Tratado del Bardo

Este día, Roustan pidió audiencia al bey. Le comunicó que le acompañaría el general Bréart, enviado especialmente para concluir con el soberano un acuerdo que debía poner fin a las «dificultades existentes» entre los gobiernos francés y tunecino. Sadok Bey protestó de nuevo contra las violaciones del territorio tunecino, pero aceptó recibir a la delegación a las cuatro de la tarde. Al recibir la confirmación de la entrevista, Roustan fue a ver a Bréart a La Manouba, donde hablaron largamente. Para evitar sorpresas, el cónsul había pactado con Taieb Bey, hermano del monarca que estaba dispuesto a firmar el tratado si se le entregaba el trono; este esperaba la orden en su palacio de La Marsa.
A las cuatro de la tarde, Bréart se presentó ante el palacio de Ksar Said acompañado de todo su estado mayor y de la mayoría de los oficiales superiores del destacamento, escoltado por dos escuadrones de húsares. Los soldados tunecinos les presentaron armas. La delegación pasó entonces al salón donde la esperaban el bey y Roustan. Junto a estos estaban presentes otros seis dignatarios tunecinos: el gran visir Mustafa ben Ismaíl, el ministro y consejero Mohammed Jaznadar, el ministro de la Guerra Ahmed Zarruk, el consejero del Ministerio de Asuntos Exteriores Mohamed Baccush, el alcalde Mohamed Larbi Zarruk y el ministro de la Pluma Mohammed Aziz Buattur. Los franceses le dieron tres horas a Sadok Bey para responder a la propuesta de tratado que leyó el general Bréart.
Los dignatarios reunidos aconsejaron al bey que lo firmase; solo Mohamed Larbi Zarruk intentó disuadirlo, pero el bey carecía de ejército y todo el mundo conocía las ambiciones de Taieb Bey. En consecuencia, a siete de la tarde, el bey, Mustafá ben Ismaíl, Bréart y Roustan firmaron el tratado. Sadok Bey únicamente solicitó al general que alejase sus tropas de Túnez. Según aquel, la retirada de los soldados franceses debía servir para mantener su dignidad y facilitar el sometimiento de los tunecinos. Bréart evitó acceder a la petición hasta haber podido consultar con París.

### El día siguiente de la firma
El 14 de mayo, el general Bréart volvió al palacio. El Gobierno francés había accedido a la solicitud de Muhammad III y ordenado la retirada de los soldados a Yedeida. En recompensa, el soberano tunecino otorgó al oficial francés el gran cordón de Nīshān al-Iftikār. El bey felicitó también a Théodore Roustan, que había sido nombrado ministro plenipotenciario de primera clase y ministro residente en Túnez en virtud del artículo 5 del tratado.

## Ratificación del tratado
El 19 de mayo, se presentó en el Congreso de los Diputados francés un proyecto de ley para aprobar el tratado con Túnez. El asunto pasó a la comisión que presidió Antonin Proust y que el 23 de mayo aconsejó la aprobación del acuerdo. Georges Clemenceau intervino entonces para anunciar su oposición a un tratado que validaba la intervención en Túnez, cuando la partida que se había aprobado era únicamente para una operación de mantenimiento del orden en Krumiria. A esta crítica se sumó la de Jules Delafosse, que reprochó al Gobierno haber agredido a un país sin haber pedido antes la autorización de la Cámara, lo que infringía el artículo 9 de la Constitución francesa. Gustave Cuneo d'Ornano coincidió en esta valoración de Delafosse. A pesar de estas reservas, el tratado fue ratificado; en la votación hubo cuatrocientos treinta votos a favor, ochenta y nueve abstenciones y un voto contrario, el del diputado Alfred Talandier. Este explicó su voto el 12 de noviembre de 1881: indicó que deseaba la penetración de la «civilización francesa» en el mundo árabe, pero que creía que el sometimiento por la fuerza era un método contraproducente.
La ratificación fue sometida al Senado el 27 de mayo, tras el informe favorable de Paul de Rémusat. El vizconde Élie de Gontaut-Biron expresó reservas idénticas a las de sus colegas diputados. Pese a todo, el tratado también fue ratificado sin oposición en la Cámara Alta.

## Consecuencias

### Reacciones en Italia
La reacción más decidida a la imposición del protectorado fue la de Italia. El 14 de mayo de 1881, los diputados italianos exigieron la dimisión del Gobierno de Benedetto Cairoli, cuya gestión de los asuntos tunecinos criticaban. El 31 de diciembre, el rey Humberto I ofreció coligarse con los Imperios Centrales: el 30 de mayo de 1882, Italia firmó con el Imperio alemán y Austria-Hungría el tratado de alianza común conocido como «Triple Alianza».

### Reacciones en Francia
La conquista de Túnez reavivó las tensiones entre italianos y franceses. El 17 de junio de 1881, en Marsella, la pitada a los militares del cuerpo expedicionario que volvían de Túnez por un grupo de italianos desató graves disturbios en la ciudad, en la que perecieron tres franceses y un italiano. Los choques recibieron el nombre de «Vísperas marsellesas».

### Reacciones en el Reino Unido
El Reino Unido, eterno rival de Francia, usó la intervención francesa en Túnez para justificar la propia en Egipto. El año siguiente, implantó el protectorado en esta otra antigua provincia otomana.

### Dimisión de Jules Ferry
Jules Ferry no se benefició durante mucho tiempo de este triunfo, pues los diputados no le perdonaron que les hubiese metido en una guerra de conquista cuando lo que habían aprobado originalmente era simplemente una expedición punitiva. El 9 de noviembre, presentó la dimisión de su Gobierno, aunque recuperó la presidencia el 31 de enero de 1882, tras el corto intermedio del gobierno Gambetta.

### Traslado de Théodore Roustan
Otra «víctima» del conflicto fue Théodore Roustan. Desde el comienzo de la expedición, el periódico L'Intransigeant y su director Henri Rochefort emprendieron una campaña contra las operaciones; el 25 de abril de 1881 el periódico publicó: «¿A qué idiota hará creer el ministerio que vamos a gastar millones y a inmovilizar en Túnez a más de cuarenta mil hombres con el único objetivo de castigar a tres krumires que, de vez en cuando, robaban a nuestros colonos una vaca de noventa francos?». En septiembre, el periódico intentó demostrar que el objetivo de la conquista era puramente financiero y se hacía en provecho de los especuladores en deuda tunecina. El Gobierno animó a Roustan a querellarse contra Rochefort por difamación. El 15 de diciembre, este fue absuelto. Desacreditado por este fallo que pareció una condena del diplomático, Roustan tuvo que abandonar Túnez. Fue nombrado ministro plenipotenciario en Washington el 18 de febrero de 1882.

### Ambigüedades del tratado
Para evitar la hostilidad de las demás potencias europeas, las disposiciones del Tratado del Bardo quedaron muy limitadas a la ocupación militar de algunos lugares y la cesión de la gestión de política exterior —sobre la que el bey no había tenido en realidad poderes teóricos, ya que la regencia de Túnez dependía del Imperio otomano—. La fundación del protectorado se debió en realidad a las convenciones de La Marsa (8 de junio de 1883) que disponían en el artículo primero: «Con el fin de facilitar al Gobierno francés el cumplimiento de su protectorado, su alteza el bey de Túnez se compromete a aplicar las reformas administrativas, judiciales y financieras que el Ejecutivo francés juzgare útiles». Los nacionalistas tunecinos utilizaron luego esta ambigüedad para reclamar la aplicación estricta del Tratado del Bardo; según ellos, las convenciones de La Marsa habían corrompido el sentido que en este se había dado al protectorado. Esta argucia jurídica les permitió defenderse ante la justicia cuando se les trató de procesar por oponerse al protectorado, algo prohibido por las leyes tunecinas.